# Gentile (famiglia genovese)

Stemma della famiglia Gentile

Gentile è il nome sotto il quale numerose famiglie di nobili confluirono in un cosiddetto "albergo" dopo aver sanato un lungo periodo di discordie e conflitti.

## Origini
Il nome dell'albergo trae origine dal nome dal monaco Gentile di Ginevra che ne avrebbe favorito la creazione aggregando una serie di famiglie in origine con il cognome Avvocati: i Pevere, i De Turca, i Pignolo, i Borgari e i Falamonica. In onore del monaco, le famiglie stabilirono di assumerne il nome come albergo e come arma, o scudo araldico, quella della sua città, Ginevra. Se questa costituisce l'origine del nome dell'albergo, come riferisce lo storico Scorza, va sottolineato che esso aggrega famiglie genovesi di antichissimo lignaggio quali appunto gli Avvocati, tutti originati dalla famiglia vicecomitale dei Carmandino che già nel corso del XIII secolo persero progressivamente la loro identità per assumere, infine, quella più caratteristica nell'ambito genovese di un albergo, i Gentile appunto. Albergo dei Gentile che, come riporta la medievalista Petti Balbi, non costituirà, tra essi, "uno dei più celebri o importanti".
I Gentile, in quanto eredi della politica degli Avvocati, presenti in Corsica già dall'XI secolo, ebbero notevoli interessi nell'isola. In particolare, Giovanni Avvocati (o Advocati) nel 1406 fu signore di Brando, Lanfranco signore nel 1449 del comune francese Nonza, Vinciguerra e Vincenzo signori di Erbalunga e Capo Corso nel 1449. A seguito della riforma voluta da Andrea Doria, I Gentile formarono il 24° Albergo.

## Arma
Quattro punti d'azzurro equipollenti a cinque d'oro.

## Personalità
- Gerolamo Gentile nel 1474 fu promotore di una congiura, per altro fallita, contro gli Sforza di Milano che all'epoca controllavano la Repubblica di Genova.
- Benedetto Gentile Pevere,[4] cinquantacinquesimo Doge della Repubblica di Genova dal 1547 al 1549.
- Giovanni Battista Gentile Pignolo, settantunesimo Doge della Repubblica di Genova dal 1577 al 1579.
- Pietro Maria Gentile (1589/90 - 1662), generale della Repubblica di Genova nella guerra contro i Savoia nel 1625, rimase prigioniero a Torino per 5 anni e si ricorda  come fine collezionista ed amico di Peter Paul Rubens.[5]
- Cesare Gentile, centodiciannovesimo Doge della Repubblica di Genova dal 1667 al 1669.
- Marco Antonio Gentile, centosettantasettesimo Doge della Repubblica di Genova dal 1781 al 1783.
- Nel 1563 Giovan Battista Gentile fu nominato Senatore della Repubblica. Giulio Gentile fu eletto Arcivescovo di Genova nel 1681.

## Edifici storici
Palazzo Spinola di San Luca-Gentile, in via di San Luca 4, Genova. L'edificio, appartenente agli Spinola di San Luca, venne eretto nel corso del XII Secolo ed inserito nel 1588 nella lista dei Rolli di Genova di III° categoria, e nel 1599 nei Rolli di II° a nome di Goffredo Spinola ed infine, nel 1614 a nome di Giacomo Gentile. In affitto alla famiglia Gentile, fu, nel corso dell'Ottocento da essa acquistato.